# 101 (număr)
101 (o sută unu) este numărul natural care urmează după 100 și precede pe 102.

## În matematică
- Este al 26-lea număr prim.
- Este un număr prim aditiv.[2][3]
- Este un număr prim bun.[4][5]
- Este un număr prim Chen deoarece face o pereche de prime gemene cu 103 care este, de asemenea, număr prim.
- Este un număr prim Eisenstein fără parte imaginară și parte reală a formei (3n - 1).
- Este un număr prim Labos.[6][7]
- Este un număr prim Pell.[8][9]
- Este un număr prim plat.[10][11]
- Este un număr prim Ramanujan.[12][13]
- Este un număr prim sexy deoarece formează o tripletă de numere prime sexy cu 107 și 113 care sunt, de asemenea, numere prime.
- Este un număr prim tare.[14][15]
- Este un număr prim unic.
- Este un număr palindromic în baza 10, așadar un prim palindromic.
- Este suma a cinci numere prime consecutive (13 + 17 + 19 + 23 + 29).
- Este al cincilea factorial alternativ.[16]
- Este un număr centrat decagonal.[17]
- Este singurul prim existent cu cifre alternative de 1 și 0 în baza 10 și cel mai mare prim cunoscut de forma (10n + 1).[18]

Pentru 101, funcția Mertens are valoarea 0. Este al doilea număr prim care are această proprietate.
Pentru un număr din 3 cifre în baza 10, acest număr are un test de divizibilitate relativ simplu. Numărul care se testează este împărțit în grupuri de patru, începând cu cel mai din dreapta din cele patru și se adăugă pentru a da un număr din 4 cifre. De exemplu dacă acest număr din 4 cifre este de forma 1000a + 100b + 10a + b (unde a și b sunt cifre de la 0 la 9), cum ar fi 3232 sau 9797, sau de forma 100b + b, cum ar fi 707 și 808, atunci numărul care se testează este divizibil cu 101.
La afișajul cu șapte segmente, 101 este atât prim strobogramatic cât și prim diedral.

## În știință
- Este numărul atomic al mendeleviului.

### Astronomie
- NGC 101, o galaxie spirală din constelația Sculptorul.
- Messier 101 sau Galaxia Vârtelniței, o galaxie spirală situată în constelația Ursa Mare.
- 101 Helena, o planetă minoră (asteroid) din centura principală.
- 101P/Cernîh,  o cometă periodică.

## În literatură
Conform Books in Print, în prezent sunt publicate mai multe cărți cu un titlu care începe cu „101” decât cu „100”, ca de exemplu 101 moduri de a ... sau 101 întrebări și răspunsuri despre... Acest instrument de marketing este utilizat pentru a sugera clientului i se oferă informații suplimentare față de cărțile care includ doar 100 de articole.
Ministerul Iubirii din romanul O mie nouă sute optzeci și patru are o cameră de tortură cu numărul 101.
„Creative Writing 101” de Raymond Carver.
„101 dalmațieni” („The Hundred and One Dalmatians”), o povestire de Dodie Smith.

## Alte domenii
- Legea 101 sau La charte de la langue française.
- Taipei 101, cel mai înalt zgârie-nori din lume din 2004 până în 2010.
- Al o sută unulea kilometru, o interdicție aplicată anumitor categorii de persoane condamnate de justiția sovietică.
- Războiul de Yom Kipur dintre Israel și Egipt s-a încheiat prin armistițiul semnat la Kilometrul 101.
- Ani: 101 î.Hr., 101.
- Aditivul alimentar E101 (riboflavină sau  vitamina B2)
- Drumul european E101
- Zastava 101 (Skala), autoturism iugoslav
- 101 Ranch Oil Company, companie petrolieră din 1908 din Ponca, Oklahoma
- 101 Switching Protocols, cod HTTP. Solicitantul a cerut serverului să schimbe protocoalele și serverul a fost de acord să facă acest lucru.
- 101 este numărul principal de urgență al poliției din Belgia.
- 101/102 este un termen pentru un aranjament de tastatură standard.

## În religie
În hinduism, 101 este un număr norocos.

## În cultura populară
- 101, un album al formației Depeche Mode
- 101 dalmațieni, film din 1961 bazat pe o povestire omonimă de Dodie Smith
- The Wonderful 101, joc video
- Produce 101, Reality show sud coreean
- Zoey 101, sitcom american